# Samantha Henry-Robinson
Samantha Henry-Robinson, född den 25 september 1988 i Kingston, Jamaica, är en jamaicansk friidrottare inom kortdistanslöpning.
Hon ingick i Jamaicas lag som tog OS-silver på 4 x 100 meter stafett vid friidrottstävlingarna 2012 i London. 